# Nusatidia
Nusatidia es un género de arañas araneomorfas de la familia Clubionidae. Se encuentra en  Asia.

## Lista de especies
Según The World Spider Catalog 12.0:
- Nusatidia aeria (Simon, 1897)
- Nusatidia bimaculata (Simon, 1897)
- Nusatidia borneensis Deeleman-Reinhold, 2001
- Nusatidia camouflata Deeleman-Reinhold, 2001
- Nusatidia javana (Simon, 1897)
- Nusatidia luzonica (Simon, 1897)
- Nusatidia manipisea (Barrion & Litsinger, 1995)
- Nusatidia melanobursa Deeleman-Reinhold, 2001
- Nusatidia rama Deeleman-Reinhold, 2001
- Nusatidia snazelli Deeleman-Reinhold, 2001